# Lodovico Pallavicino Mossi
Lodovico Pallavicino Mossi (Parma, 10 marzo 1803 – Torino, 9 luglio 1879) è stato un politico italiano.
Nacque a Parma il 10 marzo 1803 dal marchese Filippo Pallavicino dei marchesi di Zibello e da Dorotea Magnani. Si laureò in giurisprudenza presso l'Università di Parma, dove seguì le lezioni del conte Jacopo Sanvitale. Appena finiti gli studi, Maria Luisa d'Asburgo Lorena, duchessa regnante di Parma, Piacenza e Guastalla, lo nominò uditore al Consiglio di Stato su proposta del barone Luigi Bolla, presidente di quel Consiglio, il quale ebbe modo di apprezzare le attitudini del nuovo dottore.
Dopo poco tempo, ereditò per testamento dal cugino monsignore Vincenzo Maria Mossi di Morano, Arcivescovo di Side, ultimo discendente maschio dei Marchesi del Torrione, di Morano, di Penango e dei Conti di Conzano e di Frassineto, le immense sostanze di quella famiglia assumendo il cognome Pallavicino Mossi. Si trasferì nel Monferrato nei possedimenti ereditati che provvide a migliorare.
Sindaco di Frassineto Po e Decurione di Casale Monferrato, favorì le scuole e gli istituti caritativi. 
Nominato Senatore del Regno di Sardegna il 14 ottobre 1848 e stabilitosi a Torino, divenne amico di Antonio Rosmini, Cesare Balbo, Cesare Alfieri e Federigo Sclopis. Durante i lavori del Senato discusse su disegni di legge che riguardavano la famiglia, la finanza dello Stato, l'agricoltura e il commercio, l'istruzione e l'igiene pubblica. Pronunciò l'ultimo discorso il 3 marzo 1864 trattando della fondazione della Banca d’Italia.